# شمسان (يافع)

تعديل مصدري - تعديل

شمسان هي إحدى قرى عزلة لبعوس بمديرية يافع التابعة لمحافظة لحج، بلغ تعداد سكانها 85 نسمة حسب تعداد اليمن لعام 2004.